# Lancashire hotpot
El Lancashire hotpot o estofado de Lancashire es un plato  originario de Lancashire, en el noroeste de Inglaterra. Contiene cordero y cebolla cubiertos con patatas en rodajas y cocinados en una olla pesada a fuego lento.

## Historia
En Lancashire, antes de la industrialización, las familias trabajaban en casa hilando mientras el pescuezo troceado de cordero y mutón se cocinaba a fuego lento durante muchas horas. El estofado de cordero de Lancashire es un producto de esta sociedad. 

## Preparación
La receta más común consiste en una mezcla de cordero y cebollas cubierta con patatas en rodajas. Muchas variaciones regionales agregan verduras como zanahorias, nabos o puerros. Existen recetas tempranas en las que se añaden riñones de cordero. La receta tradicional alguna vez incluyó ostras, pero el aumento de su costo las eliminó del uso común.

## Etimología
A menudo se piensa que la palabra hotpot es un plato de cerámica que se utiliza para cocinar estofados en la cocina británica. Sin embargo, es más probable que se refiera a la mezcla de ingredientes en el relleno. El libro Mrs Beeton's Book of Household Management contiene una receta de «Hotch Potch»,  preparación que requiere cuello de cordero, cebolla, zanahoria, guisantes, coliflor y lechuga.